# Костел Святої Ядвіги (Забже)
Костел Святої Ядвіги в Забже — дерев'яна католицька церква, побудована в 1928—1929 рр. у Забже, Польща, Сілезьке воєводство, внесена до реєстру нерухомих пам'яток Сілезького воєводства.

## Історія
Внаслідок міграції населення в районі Забже, Поремба, мешкало понад 5000 католицьких віруючих після Першої світової війни. З цієї причини було вирішено побудувати там нову церкву; ініціатором проекту був священик парафії св. Франциск у Забже, батько Юзефа Беннека, його реалізація розпочалася лише у 1920-х роках, парафія св. 13 квітня 1926 року Франциска придбала у Грігера ділянку для будівництва нового храму. Засновниками були: Єпископські курії у Вроцлаві, Державний шахтний комплекс та Верхньосілезький коксохімічний завод .
Керівником сайту та дизайнером храму був Карл Каттентідт, будівельник регентства, а будівельний радник Бек готував технічну документацію. Було прийнято рішення використовувати деревину як основний будівельний матеріал через ризик пошкодження гірничих робіт. Будівельні роботи розпочалися 16 травня 1928 р., а 8 липня 1928 р. Отець Юзеф Беннек заклав камінь-фундамент у склепі під вівтарем. Храм був побудований у 1928—1929 рр., хоча дозвіл на будівництво було отримано лише у 1929 р. Загальна вартість будівництва становила 360 тисяч марок.
25 серпня 1929 р. Отець Юзеф Беннек благословив нову церкву. 23 лютого 1930 р. Храм набув статусу приміщень, підпорядкованих парафії св. Франциска. 30 серпня 1932 єпископ Валентин Войцех освятив храм. 4 серпня 1937 р. Кардинал Адольф Бертрам видав указ про підняття нинішніх приміщень до рангу звернення, який набув чинності 1 жовтня того ж року. Після Другої світової війни церковна влада без указу була визнана самостійною одиницею — парафія св. Ядвіги в Забже, У 1994—2001 роках церква була відремонтована, встановлено 18 нових вітражів та придбано картини із зображенням Богоматері вічної допомоги та милосердного Ісуса.
8 червня 2008 р. Церква була внесена до реєстру нерухомих пам'яток Сілезького воєводства; також знаходиться на дерев'яній архітектурній стежці Сілезького воєводства .

## Архітектура
Дерев'яна будівля, заснована на залізобетонній плиті вагою 57 тонн, за планом овальної дванадцятигранної з чотирма восьмикутними кутовими вежами в стилі модернізму з елементами експресіонізму. Накритий високим шатровим дахом, закінчений керамічною черепицею, вежі-шоломи, покриті мідним листом.
Шість вівтарів розмістили всередині. Головний вівтар у вигляді триптиху виготовив Франц Шинк, скульптор з Битом. Група розп'яття була розміщена на райдужному промені. у вигляді скульптур. На стелі були встановлені комори, картини були нанесені на оштукатурені стіни. На галереї органи, побудовані Гебрюдером Вальтером 1833 року, які були розміщені в церкві в 1930 році, раніше були в Лутинії поблизу Вроцлава.
У 2005—2006 роках через пошкодження морозом о. священик Єжи Пайчок вирішив змінити черепицю на нижній частині даху церкви.